# 예수게이
예수게이(몽골어: ᠶᠡᠰᠦᠭᠡᠢ Yesügei, 몽골어: ᠶᠢᠰᠦᠭᠡᠢ Yisügei, 키릴 문자:Есүхэй, 1134년 ~ 1171년)는 몽골의 군주이자, 원나라의 추존황제이다. 12세기 중순에 몽골 고원의 북동부에서 활동한 카묵 몽골의 지도자로, 보르지긴씨 키야트(Qiyat) 가문의 추장이자, 몽골제국을 건설한 칭기스 칸의 아버지다. 칭호는 예수게이 바가투르(몽골어: ᠶᠡᠰᠦᠭᠡᠢ
ᠪᠠᠭᠠᠲᠤᠷ Yesügei Ba'atur)이다. 덧붙여 《원사》에 있어서의 한자 표기는 야속해(也速該),《집사》의 페르시아어 표기에서는 이수카이 바하두르(ييسوكاى بهادر, Yīsūkāī bahādur)라고 쓰인다.
1161년 쿠툴라 칸 사후 분열된 카마크 몽골의 통일을 추진했으나 실패했다. 친족인 타이치우드 가문과의 연대를 추진했으나 역시 실패했다. 아들 테무진의 정혼자와 약혼하고 오던 도중 타타르족 영토에 숙박하다, 독이 든 술을 마시고 죽었다. 1266년 10월 증손자 쿠빌라이 칸에 의해 열조(烈祖), 신원황제(神元皇帝)로 추존되었다. 몽골어 존호는 텡게르크 예즈구륵 카안(Тэнгэрлэг язгуурт хаан)으로, 하늘처럼 밝은 칸이다.

## 생애

### 가계 배경과 초기 활동
예수게이 혹은 이수카이, 예수하이는 1130년에 카마그 몽골 키야트부 출신으로, 정확한 생일은 전하지 않는다. 일설에는 1131년생 설, 1133년생 설, 1134년생 설이 있다. 아버지는 바르탄 칸(Bartan)이고, 어머니는 바르구트 부족 출신인 그의 아내 수니굴 푸진 카툰이다. 몽골 부족을 일으킨 카불 칸의 손자이고 할머니 카라루크는 옹기라트부 출신이며, 암바카이 칸의 종손자였다. 그 뒤를 이은 쿠툴라 칸의 조카이며 바르탄의 아들인데, 바르탄 칸 또는 바르탄 바가투르는 멩게투-키얀(Menggetü-kiyan), 네쿤-타이쉬(Nekün-taishi), 예수게이-바아투르(Yisügei-ba'atur), 다리타이-옷치긴(Daritai-otchigin)의 네 아들을 두었다. 다리타이 옷치긴은 후일 조카 칭기즈 칸에게 대항하다가 살해되었다. 바르탄 칸의 셋째 아들이 바로 예수게이였다. 바르탄 칸이 정식으로 카묵 몽골의 칸이 되었는지 여부는 기록이 불분명해, 다소 불확실하다.
페르시아어 사서 집사에 의하면 바하두르 또는 바하투르, 바가투르라는 칭호가 붙는다. 바하투르, 바가투르 등은 몽골어로 전사(戰士)를 뜻한다.
예수게이의 초기 삶에 대한 것은 알려진 것이 없다. 그는 아버지 바르탄으로부터 키야트가문의 추장 자리를 물려받았다. 그의 종조부 안바가이 칸의 후예들은 타이치우드 가문을 형성하여 예수게이의 주요 경쟁자가 되었다.
예수게이의 어머니는 원사, 원사연의에는 전하지 않으나 일 한국 라시드 알 딘이 쓴 페르시아계 사서 집사에 의하면 수니굴 우진(Сунигул үжин) 또는 수니굴 카툰(Сунигул хатан)이라 한다. 어머니 수니굴은 바가 몽골 혹은 바가르부(Барга) 출신이다. 몽골비사에 의하면 수니굴 우진은 타르쿠트부 출신이라 한다.

### 키야트부의 지도자

#### 옹 칸의 케레이트부 대권 지원
케레이트족의 토오릴 칸이 아버지의 사후에 이복 동생을 살해하고 삼촌 구루 칸과 후계자 다툼을 벌이다 패주했다. 예수게이는 토오릴의 망명을 받아들였고, 토오릴은 예수게이에 지원군을 요구했다. 예수게이는 흔쾌히 수락하고 토그릴 칸과 같이 케레이트를 공략, 토오릴은 삼촌 구르 칸을 격파하고, 케레이트족의 칸이 되었다. 토그릴은 예수게이에 감사하고 이때부터 의형제, 안다의 맹세를 했다. 이 인연으로, 예수게이의 사후 테무친이 고난을 겪었을 때 토그릴은 예수게이와의 안다 약속을 이어 테무진을 양아들로 대우하고, 스스로는 의부라 하며 테무진을 도왔다.
케레이트의 토오릴 칸이 그에게 도움을 요청했을 때, 숙부 쿠툴라 칸은 토그릴을 돕지 말라며 만류했다. 그의 사람됨됨이로 보아 도와주면 안된다, 자기 형제들을 죽이고 그 피로 깃발과 창을 더럽혔다, 그는 화살에 맞은 들소이고 올가미에 걸린 야생 당나귀이다라며 음흉하고 야비한 인간이니 도와주지 말라 했다. 그러나 예수게이는 타이치우드부의 코난, 바르가치 등과 함께 병력을 이끌고 토오릴 칸을 지원해주었다.

#### 호엘룬 납치
안바가이 칸이 금나라에 체포되어 살해될 무렵, 예수게이는 몽골 북방에 사는 메르키트족의 칠레두에게서 빼앗은 여자인 호엘룬을 아내로 삼았다. 메르키트 연맹 부족 예케 칠레두에게 가던 호엘룬을 예수게이가 발견했다. 호엘룬은 뛰어난 외모에, 옹기라트부 내에 이름있는 가문의 딸이었기 때문에, 예수게이는 형 네쿤과 동생 다리타이 옷치긴를 불렀다. 칠레두가 무서워 도망하면 세 사람은 그 뒤를 따랐다. 호엘룬은 칠레두에게 "그 세 사람은 당신을 죽이려 하고 있습니다. 당신은 살아 있기만하면 다른 여자와 만날 수 있습니다. 저로 인해 생명을 처분하지 말고, 저를 두고 가세요 "라며 칠레두의 도피를 도와주었다. 이렇게 예수게이와 두 형제에 의해 탈취된 호엘룬은 예수게이의 아내가 되었다. 일설에는 칠레두를 죽이고 호엘룬을 빼앗아왔다 한다. 이 일로 메르키트족은 예수게이와 그의 자손들에게 앙심을 품게 되었다.
1160년경 혹은 1162년 예수게이는 삼촌 쿠툴라 칸, 종숙 카다안 타이시 등을 따라 암바가이 칸을 납치, 금나라로 넘겨버린 타타르족을 상대로 교전했다. 이때 타타르족 족장 테무친 우게와 코리 부카를 잡아 죽였다. 예수게이는 얼마 뒤 태어난 아이를 자신이 사로잡아 죽인 타타르족 무사의 이름을 따서 테무진이라 지었다.
원사에는 그의 행적이 간략하게 나오는데, 원사 1권의 태조 칭기즈칸 편에 그는 제 부족을 병합하고 몽골의 세력을 더 키웠다고만 간략하게 기술되었다.

### 카마크 몽골 분열과 최후
쿠툴라 칸이 죽고 칸을 선출하지 못하면서 카마크 몽골은 분열되고 그는 보르지긴 씨 중 키야트 가문의 지도자로 남았다. 원사에 의하면 타이치우드부의 타르구타이는 한때 그의 벗이었으나, 어떤 이유로 그를 따르길 거부했고 이때문에 의심이 생겨 서로 연락하지 않게 되었다고 한다. 그는 카마크 몽골의 통일을 위해 친척 타이치우트 가문과 연대하려 하였으나, 이 일로 보르지긴 키야트 가문의 다른 친족들이 후일 예수게이 사후 호엘룬과 그 자녀들을 외면하는 원인의 하나가 된다.
라시드 웃딘의 집사에 의하면 타르구타이가 예수게이 생전에 적대시했다는 구절이 나타난다. 그러나 그 원인은 기록되지 않았다. 몽골비사에 의하면 호엘룬은 예수게이가 살아 있을 때, 남편의 세력을 믿고 선대 칸의 두 부인을 홀대했다 한다. 훗날 그때까지 살아있던 암바가이 카안의 두 부인 역시 남편을 잃은 호엘룬을 쌀쌀맞게 대했다.
예수게이는 아들 테무진이 9세 되던 해에 옹기라트족 유력 부족인 올크누트 부족의 족장 데이 세첸을 만났다. 곧 데이 세첸의 집을 직접 찾아가, 테무진보다 연상인 그의 딸 보르테를 테무진의 아내로 정혼해주었다.
에수게이는 1171년에 아들 테무진의 정혼자 보르테와 테무진을 약혼시키고 오던 중, 타타르족의 숙소에서 손님으로 머물게 되었다. 그의 부족과 오랜 불화관계에 있던 타타르족의 족장 중 한명인 메구진 세울투가 준 술을 마셨다.
그 술에 독이 든 것을 안 예수게이는 타타르족 막사를 떠났다. 몸에 독이 퍼져 상황이 악화되었고, 3박 4일에 걸쳐 자신의 집에 도착했다. 독이 퍼져서 속이 나빠지자, 운명을 직감한 예수게이는 사토리 근처에 있던 누군가를 부르자 콘고탄씨의 챠라카 옹(에부겐)의 아들 몽릭 에치게가 왔다. 그는 콩고탄 사람 뭉릭에게 "테무진의 미래와 남은 자들을 부탁한다"고 말하고, 3일 뒤 절명했다. 그는 뭉릭에게 "나는 애들이 어리다. 내 아들 테무진을 남의 사위로 주어 맡겨 놓고 오다가 도중에 타타르 사람들한테 해코지 당했다. 내 속이 나빠진다. 어린 채 남겨진 네 조카들을, 네 과부 형수를 보살펴 주기 바란다. 내 아들 테무진을 빨리 가서 데리고 오라"는 말을 유언으로 남겼다.

### 사후
예수게이가 죽자 부족 사람들은 예수게이와 정적인 타이치우트 일가의 사주를 받아, 예수게이의 미망인 호엘룬과 그 자녀들이 지도력을 발휘하기에는 너무 약하다고 생각하고 기회를 이용하여 이들을 추방했다. 일설에는 보르지긴 부족아 타르구타이 쿠릴투그 등을 따르고 호엘룬과 그 자녀들을 버리고 떠났다는 설도 있다. 많은 부족이 타이치우드부에 귀속하자, 차라르(Чараг) 등은 이르 막으려 설득했지만 투두얀 키르테는 차라르를 창으로 찔러 상하게 하고는 되돌아보지 않고 떠났다. 차라르는 이때 큰 부상을 입었고 이를 본 테무진은 이때 원사에 의하면 눈물을 흘렸다 한다. 후일 그 아들 몽릭 에치게는 칭기즈 칸의 측근이 된다. 데이 세첸은 후일 테무진이 세력을 회복하고 나타나자, 그를 사위로 인정하였다.
그의 친동생 네군 타이시, 다아리타이 옷치긴 역시 타르구타이 쿠릴투그의 편에 섰으며, 다아리타이 옷치긴은 뒤에 테무진이 명성을 얻자, 다시 테무진에게 귀순한다.
칭기즈칸은 자신과 자신의 동복 형제 3명 주치 카사르, 카치운, 테무게 옷치킨의 직계 후손은 특별히 보르지긴씨, 키야트 가문 내에서도 특별히 황금 씨족(알탄 우르크)으로 지칭, 칸위 계승권한이 부여되었으며, 키야트 가문 내의 다른 친척의 자손들과도 차별화했다.
칭기즈 칸은 가까운 친척인 예수게이의 친형 뭉게투 키얀, 네쿤 타이시, 동생 다리타이 옷치킨의 후손들에게도 계승권을 주지 않았는데, 뭉케두의 아들 창시우드는 키야트 창시우드 씨족의 시조가 됐고 칭기즈칸의 13익 중 8익을 분배받았다. 창시우드 씨족은 칭기즈 칸에게 충성했다. 네쿤 타이시는 키야트 호인씨족의 시조가 됐고, 다리타이 옷치킨은 자무카에게 가담했다가 자무카가 최종 패배한 뒤, 칭기즈칸에게 사로잡혔으나 이후 행적이 전하지 않는다.
훗날에 예수게이는 1266년 10월 쿠빌라이가 태묘를 건립하면서 열조(烈祖)의 묘호와 신원황제의 시호를 받았다. 몽골어 존호로는 텡게르크 예즈구륵 카안(Тэнгэрлэг язгуурт хаан, 하늘처럼 밝은 칸)이다.

## 가계
- 조부 : 카불 칸(Khabul Khan, 合不勒汗, 葛不律汗)
  - 부친 : 바르탄 칸(八哩丹汗)
  - 모친 : 수니굴 카툰 또는 수니굴 우진
    - 부인 : 호엘룬(訶額侖)
      - 아들 : 칭기즈 칸(成吉思汗, 1162년 ~ 1227)
      - 며느리 : 보르테(孛兒帖)

    - 부인 : 소치겔
      - 아들 : 벡테르(別克帖兒, 1155년 ~ 1176년)
      - 아들 : 벨구테이(別里古台, 1156년 ~ 1255년)

## 같이 보기
- 보르지긴
- 타르구타이 쿠릴투크
- 카마그 몽골
- 옹 칸

| 전임 숙부 호툴라 칸 | 보르지긴의 키야트 씨족장 1161년 ~ 1171년 | 후임 장남 칭기즈 칸 |